# Eratoneura marilandicae
Eratoneura marilandicae är en insektsart som först beskrevs av Ross 1957.  Eratoneura marilandicae ingår i släktet Eratoneura och familjen dvärgstritar. Inga underarter finns listade i Catalogue of Life.